# Enopla
Enopla – gromada wstężnic wyróżniana na podstawie cech morfologicznych, takich jak obecność uzbrojonego proboscis (z wyjątkiem Malacobdella sp., u których proboscis jest wtórnie pozbawione sztyletu), 
otwór gębowy zlokalizowany jest z przodu zwojów głowowych i zwykle otwiera się do pochewki ryjkowej, pnie nerwowe są wyraźnie zagłębione do wnętrza ciała – znajdują się w mięśniach wora powłokowego lub w parenchymie.
Na podstawie cech ekologicznych gromadę podzielono na dwa rzędy:
- Hoplonemertea,
- Bdellonemertea.

Wyniki badań molekularnych sugerują, że monotypowy Bdellonemertea zawiera się w kladzie Hoplonemertea, co oznaczałoby zrównanie taksonów Enopla i Hoplonemertea.